# Davide Santon
Davide Santon (født 2. januar 1991 i Portomaggiore, Ferrara, Italien) er en tidligere italiensk fodboldspiller, der spillede som wingback. 

## Klubkarriere
Santon er et produkt af Inters ungdomssystem og kæmpede sig hurtigt op til førsteholdet, som han debuterede for den 21. januar 2009 i en Coppa Italia sejr på 2-1 over AS Roma. Santon var inde fra start af hvad der også blev tilfældet i de næste par kampe, hvorefter manager José Mourinho roste ham offentligt.
I Champions League blev han spillet overfor årets fodboldspiller Cristiano Ronaldo i Inters 0-0 hjemmekamp mod Manchester United og gjorde stort indtryk og Ronaldo selv udtalte at Santons præstation havde gjort indtryk på ham.

## International karriere
Også Italiens landstræner Marcello Lippi har givet Santon roser i pressen og har udtalt at Santon minder ham "om Paolo Maldini da han var ung." Santon debuterede på landsholdet den 4. juni 2009 i en venskabskamp mod Nordirland og blev udtaget af Lippi til Italiens Confederations Cup 2009 kampagne, hvor Italien dog skuffede og ikke kom videre fra første gruppespil efter de tabte 3-0 til de endelige vindere Brasilien.